# Comté de Menifee
Pour les articles homonymes, voir Menifee.
Le comté de Menifee est un comté de l'État du Kentucky, aux États-Unis. Son siège est Frenchburg.

## Histoire
Le comté a été fondé le 29 mai 1869, à la suite de la partition des comtés de Bath, Montgomery, Morgan, Powell et de Wolfe. Il a été nommé d'après en:Richard Menefee.